# Ruska Huta, Șumsk
Ruska Huta (în ucraineană Руська Гута) este un sat în comuna Andrușivka din raionul Șumsk, regiunea Ternopil, Ucraina.

## Demografie
Componența lingvistică a localității Ruska Huta
     Ucraineană (99,36%)
     Alte limbi (0,64%)
Conform recensământului din 2001, majoritatea populației localității Ruska Huta era vorbitoare de ucraineană (99,36%), existând în minoritate și vorbitori de alte limbi.